# Marimekko

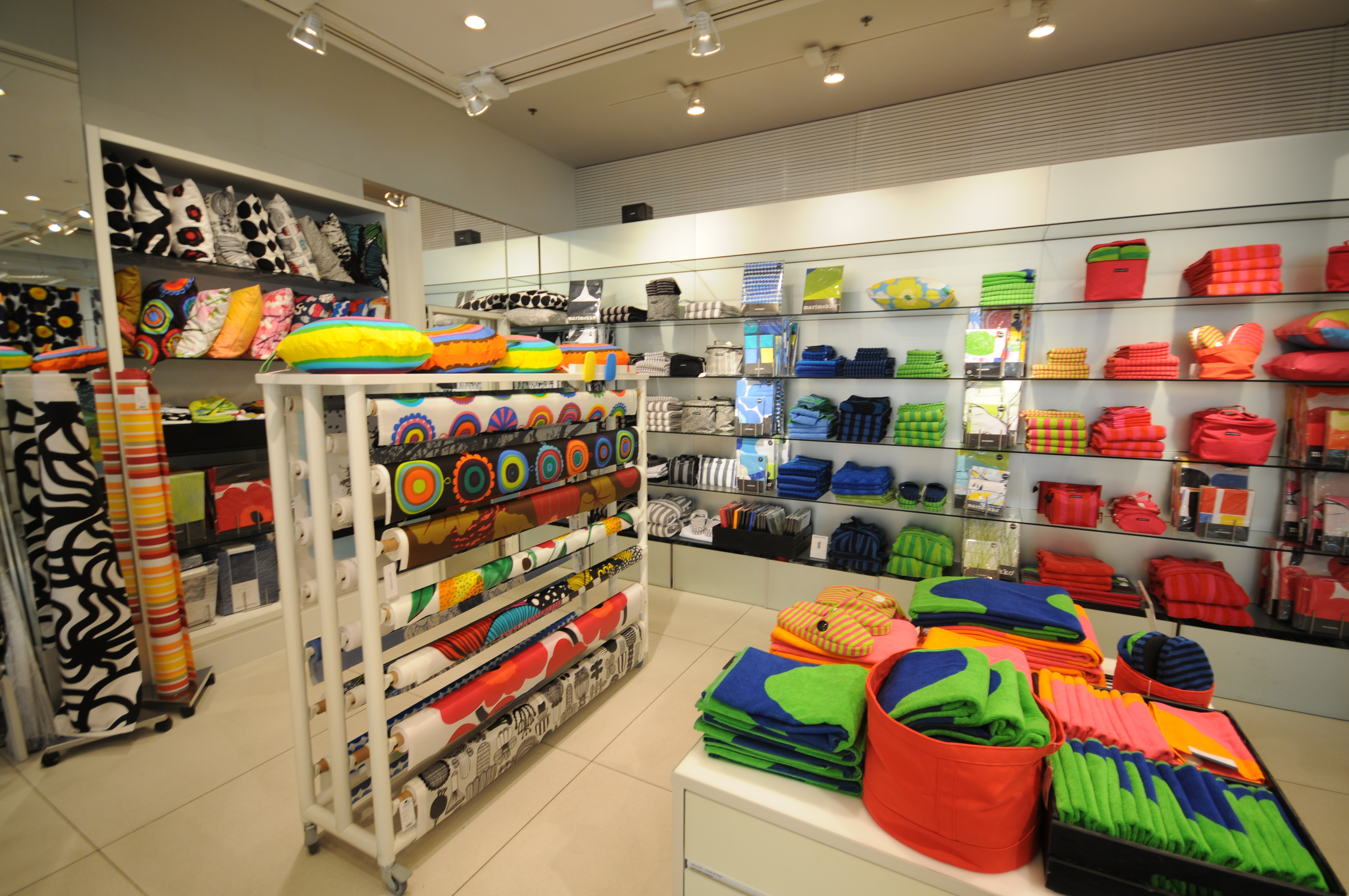
Marimekko, Helsinki

Marimekko est une grande entreprise finlandaise de design dans le secteur de l'habillement, des textiles et de la décoration intérieure. Elle conçoit, fabrique et commercialise, en Finlande comme à l'étranger, des vêtements, de la décoration d'intérieur sur textile ou sur verre, des sacs et d'autres accessoires. La notoriété de la marque s'est fait grâce à son style : un ensemble de motifs simples et de couleurs très puissantes.

## Histoire

### Fondation
Marimekko est fondée en 1951 par Armi et Viljo Ratia, après l’échec d’un projet d’usine de toile cirée porté par Viljo. L’usine en question est alors transformée en fabrique de vêtements, et Armi demande à ses amis artistes des motifs à appliquer sur ses textiles. Pour en montrer un exemple d’utilisation, Marimekko produit et vend une ligne de robes simples en tissu coloré. La société est alors repérée par le designer Timo Sarpaneva, et invitée par celui-ci à exposer en 1957 à la Triennale de Milan lors d’un défilé. Cette présentation est finalement annulée à la dernière minute, mais les vêtements sont exposés dans le magasin La Rinascente voisin par Giorgio Armani, qui y gérait les vitrines,.

### Direction artistique
Les premiers artistes chargés des motifs donnent la direction suivie par Marimekko depuis : il s’agit de Vuokko Nurmesniemi, avec ses motifs à rayures, dans les années 1950 (notamment le motif rouge et blanc Jokapoika de 1956) ; et de Maija Isola, dans les années 1960, dont les motifs représentent de grandes fleurs, comme l’iconique Unikko inspiré du coquelicot et datant de 1964. Ces motifs simples et colorés influencent la mode de la fin du XXe siècle, et la plupart des premiers motifs de Marimekko, dont Unikko, sont toujours en vente dans les années 2000.
Les robes proposées sont amples, et souvent de forme triangulaire, en opposition au style plus strict, tailleurs ou robes ceinturées de couleur unie, alors en vigueur.

### Croissance commerciale
La marque commence à se faire connaître dans le domaine de l'habillement dès le début des années 1960. Elle arrive aux États-Unis en 1959, par le biais de l’architecte Benjamin Thompson, qui décide de les vendre dans sa boutique Design Research. Celui-ci avait repéré les textiles Marimekko à l’exposition universelle de Bruxelles en 1958, où les hôtesses portaient des robes Marimekko. Design Research est initialement basée à Cambridge, dans le Massachusetts, mais une deuxième boutique ouvre ensuite à New York ; et Thompson en décore la façade avec des bannières Marimekko, ce qui contribue à propager la marque finlandaise.  
Les vêtements colorés en provenance de Finlande habillent notamment Jacqueline Kennedy-Onassis, qui possédait plusieurs robes Marimekko portées pendant la campagne présidentielle de 1960 ; mais aussi Jane Jacobs ou encore Georgia O'Keefe. En 1965, la société emploie 400 personnes, et propose des produits variés, allant des tissus aux jouets et à la vaisselle. Après la mort d'Armi Ratia en 1979, l'entreprise connaît des difficultés croissantes, avant d'être cédée au groupe Amer et son action retirée de la bourse d'Helsinki. Elle est au bord de la faillite lorsque Kirsti Paakkanen en devient la directrice générale en 1991. 
Marimekko apparaît ensuite dans la série télévisée Sex and the City, lorsque le personnage fictif de Carrie Bradshaw porte un bikini, puis une robe de la marque, avant d’utiliser ses tissus colorés pour des rideaux dans son appartement.
En octobre 2007, Kirsti Paakkanen cède l'essentiel de ses parts à Mika Ihamuotila, ancien PDG du groupe Sampo (assurances).
Pour fêter le centenaire de l’indépendance de la Finlande, Marimekko crée en 2017 un motif spécifique, Veljekset (frères, en finnois), œuvre de Maija Louekari.  Veljekset représente le folklore finlandais, ainsi que la faune et la flore du pays.

## Production
Les trois unités de production appartenant à l'entreprise se situent en Finlande, à Helsinki (imprimerie sur textile d'Herttoniemi), Kitee (vêtements) et Sulkava (sacs). Leur production représente un peu moins de la moitié des ventes totales du groupe.

## Distribution
Le groupe compte 24 magasins de détail en Finlande, un à Stockholm (Suède) et un à Francfort (Allemagne), ainsi que des agents commerciaux et des importateurs dans quarante pays. Les principaux clients sont la Suède, les États-Unis, l'Allemagne, le Japon, la Russie et la Norvège. Marimekko compte environ 1200 revendeurs dans le monde entier.
En France, les principaux distributeurs de Marimekko se trouvent à Angers  et à Evian .
Un magasin vient également d'ouvrir depuis fin octobre 2011, à Nice dans une rue piétonne.

### Anecdotes

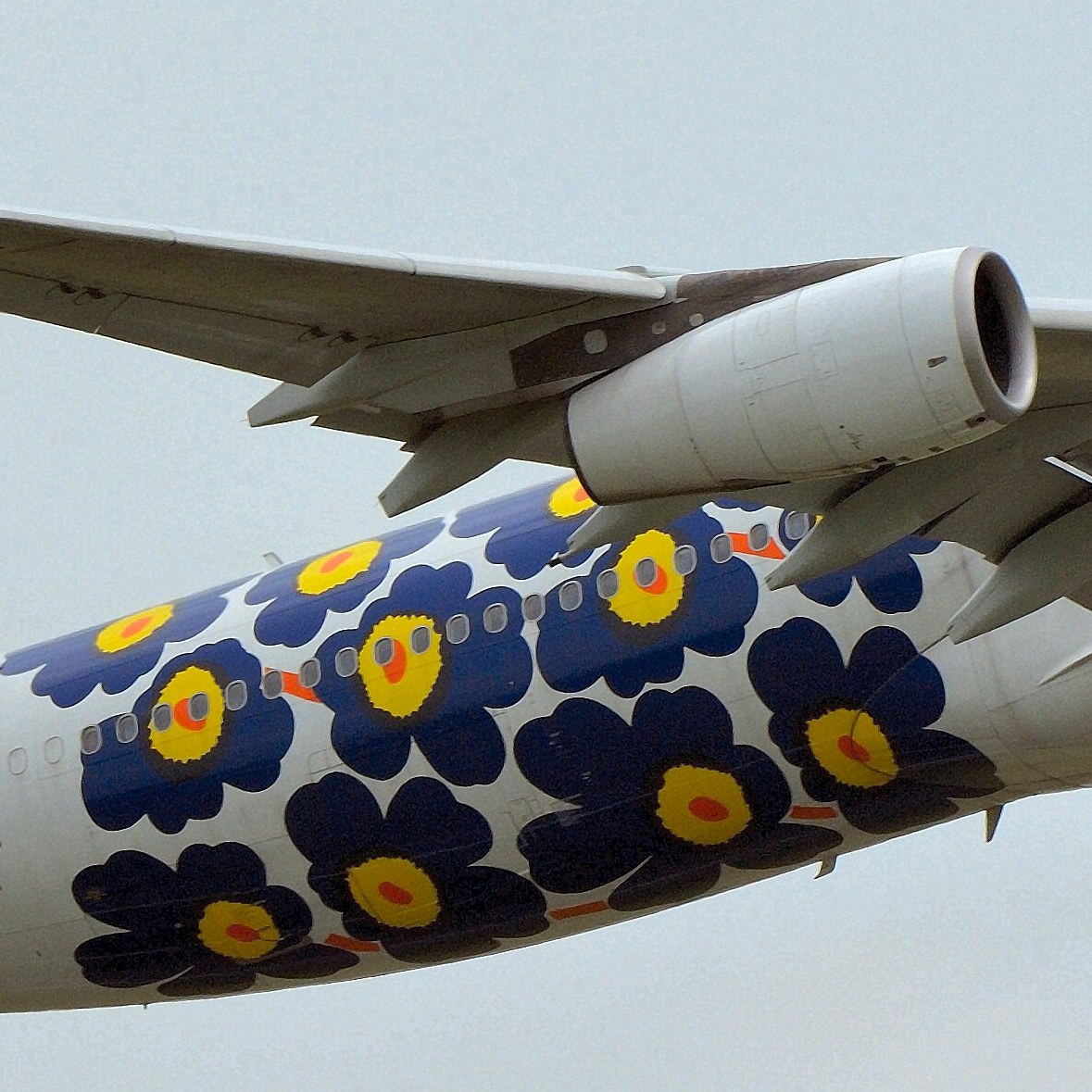
Détail d'un avion de la compagnie aérienne Finnair arborant le motif Unikko sur son fuselage.

Dans le jargon de certains consultants en stratégie et amélioration des coûts, un « Marimekko » est un graphique très coloré permettant de représenter de façon synthétique plusieurs séries de données interdépendantes ; il s'agit néanmoins d'un graphique peu lisible.
Le 20 mars 2012, pour fêter le printemps, un doodle Logo de Google reprenant le design de Marimekko était visible toute la journée sur la page d'accueil de Google France.
Le motif Unikko qui a fait la renommée de la marque est le fruit de la désobéissance de la designeuse Maija Isola, puisque la directrice Armi Ratia lui avait donné pour consigne de ne pas utiliser de fleurs dans son nouveau motif. Isola va finalement utiliser d'énormes fleurs de coquelicots et créer le motif le plus connu de la marque.
Le fuselage des avions Finnair arbore le motif Unikko depuis 2012.